# Fotbalové II. třídy
II. třídy (druhé třídy, pod tímto názvem pouze v Praze; v Brně, Ostravě a Plzni nazývané městské přebory, v ostatních okresech okresní přebory) jsou osmou nejvyšší fotbalovou ligou v České republice a nejvyšší okresní úrovní. Jsou řízeny Okresními fotbalovými svazy, v Brně a v Ostravě Městskými fotbalovými svazy a v Praze Pražským fotbalovým svazem. Druhé třídy se někdy ještě dělí na podskupiny, které jsou na stejné úrovni a jejich vítězové postupují do příslušné I. B třídy, podle zastoupení klubů v daném okrese nebo kvůli lepší dostupnosti. Nižší soutěží jsou fotbalové III. třídy – s výjimkou okresů Chomutov, Jeseník, Karviná a Teplice, kde je Okresní přebor (II. třída) jediným stupněm okresních soutěží mužů. II. třída okresu Most byla zrušena po sezoně 2015/16 a mužstva přešla do soutěží teplického OFS. II. třída okresu Sokolov byla zrušena po sezoně 2017/18 a od sezony 2018/19 do sezony 2020/21 se hrál společný meziokresní přebor Cheb-Sokolov. Okresní přebor Sokolovska byl obnoven v sezoně 2021/22.
Praha (1)
- Pražská II. třída[1]

Středočeský kraj (12)
- II. třída okresu Benešov[2]
- II. třída okresu Beroun[3]
- II. třída okresu Kladno[4]
- II. třída okresu Kolín[5]
- II. třída okresu Kutná Hora[6]
- II. třída okresu Mělník[7]
- II. třída okresu Mladá Boleslav[8]
- II. třída okresu Nymburk[9]
- II. třída okresu Praha-východ[10]
- II. třída okresu Praha-západ[11]
- II. třída okresu Příbram[12]
- II. třída okresu Rakovník[13]

Jihočeský kraj (7)
- II. třída okresu České Budějovice[14]
- II. třída okresu Český Krumlov[15]
- II. třída okresu Jindřichův Hradec[16]
- II. třída okresu Písek[17]
- II. třída okresu Prachatice[18]
- II. třída okresu Strakonice[19]
- II. třída okresu Tábor[20]

Plzeňský kraj (7)
- II. třída okresu Domažlice[21]
- II. třída okresu Klatovy[22]
- II. třída okresu Plzeň-město[23]
- II. třída okresu Plzeň-jih[24]
- II. třída okresu Plzeň-sever[25]
- II. třída okresu Rokycany[26]
- II. třída okresu Tachov[27]

Karlovarský kraj (3)
- II. třída okresu Cheb (v sezonách 2018/19 – 2020/21 i pro okres Sokolov)[28]
- II. třída okresu Karlovy Vary[29]
- II. třída okresu Sokolov (zrušena po sezoně 2017/18 a obnovena od sezony 2021/22)[30]

Ústecký kraj (6)
- II. třída okresu Děčín[31]
- II. třída okresu Chomutov[32]
- II. třída okresu Litoměřice[33]
- II. třída okresu Louny[34]
- II. třída okresu Teplice (od sezony 2016/17 i pro okres Most)[35]
- II. třída okresu Ústí nad Labem[36]

Liberecký kraj (4)
- II. třída okresu Česká Lípa[37]
- II. třída okresu Jablonec nad Nisou[38]
- II. třída okresu Liberec[39]
- II. třída okresu Semily[40]

Královéhradecký kraj (5)
- II. třída okresu Hradec Králové[41]
- II. třída okresu Jičín[42]
- II. třída okresu Náchod[43]
- II. třída okresu Rychnov nad Kněžnou[44]
- II. třída okresu Trutnov[45]

Pardubický kraj (4)
- II. třída okresu Chrudim[46]
- II. třída okresu Pardubice[47]
- II. třída okresu Svitavy[48]
- II. třída okresu Ústí nad Orlicí[49]

Kraj Vysočina (5)
- II. třída okresu Havlíčkův Brod[50]
- II. třída okresu Jihlava[51]
- II. třída okresu Pelhřimov[52]
- II. třída okresu Třebíč[53]
- II. třída okresu Žďár nad Sázavou[54]

Jihomoravský kraj (7)
- II. třída okresu Blansko[55]
- II. třída okresu Brno-město[56]
- II. třída okresu Brno-venkov[57]
- II. třída okresu Břeclav[58]
- II. třída okresu Hodonín[59]
- II. třída okresu Vyškov[60]
- II. třída okresu Znojmo[61]

Olomoucký kraj (4)
- II. třída okresu Olomouc[62]
- II. třída okresu Prostějov[63]
- II. třída okresu Přerov[64]
- II. třída okresu Šumperk[65]

Zlínský kraj (4)
- II. třída okresu Kroměříž[66]
- II. třída okresu Uherské Hradiště[67]
- II. třída okresu Vsetín[68]
- II. třída okresu Zlín[69]

Moravskoslezský kraj (6)
- II. třída okresu Bruntál[70]
- II. třída okresu Frýdek-Místek[71]
- II. třída okresu Karviná[72]
- II. třída okresu Nový Jičín[73]
- II. třída okresu Opava[74]
- II. třída okresu Ostrava-město[75]

Poznámky:
- MěFS – Městský fotbalový svaz, OFS – Okresní fotbalový svaz, PFS – Pražský fotbalový svaz

## Bývalé fotbalové II. třídy
Ústecký kraj (1)
- II. třída okresu Most (zrušena po sezoně 2015/16)[76][77]